# Phil Ochs in Concert
Albums de Phil Ochs
I Ain't Marching Anymore
(1965) Pleasures of the Harbor
(1967)
Phil Ochs in Concert est le troisième album de Phil Ochs, sorti en 1966 sur le label Elektra Records. Bien qu'il s'agisse d'un album live, il est entièrement composé de nouvelles chansons.
La majeure partie de l'album a été enregistrée sans public au Judson Hall de New York, tandis que les passages où Phil Ochs s'adresse au public proviennent de concerts donnés au Carnegie Hall de New York et au Jordan Hall de Boston. Les parties musicales de ces concerts ont été laissées de côté à cause des problèmes de voix et de stress rencontrés par Ochs.
La pochette arrière de l'album original présente des traductions de huit poèmes de Mao Zedong.

## Titres
Toutes les chansons sont écrites et composées par Phil Ochs.
| 1. | I'm Going To Say It Now | 3:10 |
| 2. | Bracero                 | 4:05 |
| 3. | Ringing of Revolution   | 7:10 |
| 4. | Is There Anybody Here?  | 3:41 |
| 5. | Cannons of Christianity | 5:47 |

| 6.  | There but for Fortune                                    | 2:47 |
| 7.  | Cops of the World                                        | 4:48 |
| 8.  | (The Marines Have Landed on the Shores of) Santo Domingo | 5:55 |
| 9.  | Changes                                                  | 4:36 |
| 10. | Love Me, I'm a Liberal                                   | 4:33 |
| 11. | When I'm Gone                                            | 4:15 |